# Just Cause 2
Just Cause 2 és un videojoc d'acció i aventures desenvolupat per l'empresa sueca Avalanche Studios i publicat per Eidos Interactive i Square Enix el 2010 per a Microsoft Windows, PlayStation 3 i Xbox 360. És el segon lliurament del videojoc de 2006, Just Cause, el qual va tenir unes crítiques variades i utilitza el motor de videojoc Avalanche 2.0 Engine d'Avalanche Studios. Igual que el seu predecessor, el seu mode de joc és de llibertat total.
L'acció, així com la trama, es desenvolupa en la fictícia illa paradisíaca de Panau, inspirada en Malàisia. El protagonista és, de nou, Rico Rodríguez, l'agent més qualificat i perillós de l'Agència, que és enviat a Panau para eliminar un agent dissident refugiat en l'illa. Just Cause 2 introdueix el Sistema de Caos, en què els jugadors han de completar missions i destruir la propietat governamental de Panau per obtenir punts de caos. Aquests punts són essencials per a la progressió de la història.
Just Cause 2 va rebre comentaris generalment positius dels crítics, que van elogiar la seva jugabilitat, la naturalesa oberta, les acrobàcies, el disseny del món i els seus gràfics, mentre que criticaven la seva història, les armes de foc i el disseny de les missions. Les vendes de sis milions d’exemplars a tot el món van superar les projeccions originals. El joc va ser recolzat amb contingut descarregable des del llançament i es va aprovar eventualment un projecte de multijugador realitzat per fans com a afegiment. A finals de 2015 es va llançar una continuació, Just Cause 3.

## Jugabilitat
Just Cause 2 pertany al gènere dels Sandbox, però ofereix una llibertat total, la qual s'observa en comptades ocasions en un joc d'aquestes característiques. El jugador té a la seua disposició més de mil quilòmetres quadrats per explorar a voluntat. Encara que és possible demanar una extracció per desplaçar-se ràpidament pel gran mapejat. El jugador pot conduir una gran varietat de vehicles per poder moure's per tot el joc com ciclomotors, motocicletes, cotxes, quads, tot-terrenys, camions, monovòlums, avions (militars i de passatgers), helicòpters, llanxes, vaixells, entre molts altres (algun d'ells ocults, com un globus aeroestàtic).
Rico Rodríguez i, per tant, el jugador, pot caminar, córrer, saltar, realitzar tombarelles i acatxar-se. Per lliurar combats, Rico pot usar diverses armes de foc com pistoles, metralladors, fusells d'assalt, llançacoets, escopetes de diversos calibres, i, fins i tot, pot desmuntar torretes fixes i dur-se-les amb ell per eliminar enemics i elements dels escenaris de manera extrema, gràcies a la munició infinita que alberguen.
La característica més notable és el ganxo d'ancoratge que Rico duu acoblat en el seu braç esquerre. Amb ell, aquest personatge pot accedir pràcticament a qualsevol zona del joc, per molt elevada que aquesta siga. El ganxo també té altres múltiples utilitats de gran eficàcia, com per exemple atrapar a enemics i fer-los caure, o amarrar-los a cotxes, helicòpters o bombones de gas perquè isquen disparats.
Una altra característica és el paracaigudes que duu Rico incorporat de sèrie (encara que mai es veu on el guarda). El jugador no només pot utilitzar-lo per descendir des de grans altures per salvar la seua caiguda, sinó que també pot combinar-lo amb el ganxo d'ancoratge per recórrer enormes distàncies sense necessitat d'un vehicle.
El joc està estructurat en set missions que, a primer cop d'ull, poden semblar poques, però per accedir a elles, el jugador ha de realitzar abans un bon nombre de missions alternatives. Perquè les missions es vagen desbloquejant, el jugador ha de provocar el caos en Panau. Açò s'aconsegueix destruint zones militars, gasolineres, estàtues del dictador de Panau, entre d'altres. També Rico ha d'aliar-se amb tres faccions de rebels que lluiten contra l'opressió del dictador de Panau, Panay Fill. Les tres faccions són Els paneroles, Els Ular i Els segadors. Quan es compleixen les missions de les faccions, es van desbloquejant noves zones per provocar més caos i augmentar el percentatge de joc completat. Solament d'aquesta manera, s'aniran desbloquejant les missions del joc principal.

## Argument
Quatre anys després Just Cause, Rico Rodriguez és enviat a Panau per trobar al seu antic company Tom Sheldon, que se sospita que es va convertir en maldestre i s'alinearà amb el dictador del país, Pandak "Fill", Panay. Amb l'ajuda de l'actiu d'intel·ligència, Karl Blaine i un comerciant d'armes només conegut com el Dimoni Sloth, Rico s'alia amb les tres bandes i faccions criminals dominants de l'illa: els paneroles (un sindicat de crim organitzat), els segadors (una milícia socialista insurgent) i els Ular, un grup rebel ultranacionalista que esposa el tradicionalisme i s'oposa a la influència estrangera.
En Rico recopila informació suficient per fer un seguiment d'en Sheldon, que revela que ell ha estat el dimoni Sloth mentre investigava una conspiració més gran darrere de l'ascens al poder de Panay. Rico determina que Sheldon no s'ha canviat de bàndol i Sheldon li diu que continuï provocant caos a Panau mentre explica la situació a l'Agència.
Sheldon després diu en Rico que es vagi al seu amagatall, on Rico s'assabenta que l'actiu d'intel·ligència Jade Tan ha estat capturada a la base militar de Panay i serà torturada i—possiblement-executada sumatòriament. Tot i que Rico la rescata i destrueix la base, Jade entra en un camió i un grup de pistolers intenten escapar al llarg d'un llac gelat. Un submarí nuclear sorgeix del gel, però en Rico segresta el camió i són transportats sans i estalvis per en Kane (el gestor de missions d'en Sheldon i Rico). La Jade després explica que els paneroles, els segadors i els Ular estan secretament recolzats per Rússia, la Xina i el Japó, respectivament, per enderrocar en Panay Fill, però en Rico i Sheldon es pregunten què és fa una illa petita tan atractiva per a les superpotències. Ells fan un seguiment i assassinen els agents d'intel·ligència estrangers relacionats amb les faccions.
Poc després, l'illa es va veure arrossegada amb tant de caos que Panay abandona la capital per anar a la seva fortalesa base militar. Rico assalta la base amb l'ajut d'una facció que tria. Aparentment, Panay és assassinat durant l'assalt per Karl Blaine en un assassinat-suïcidi, però no abans que Panay ho explica a les tres nacions, juntament amb els Estats Units, s'han interessat amb Panau per les seves reserves de petroli, suposadament les més gran del món.
Amb Panay mort, la situació a Panau es converteix en lliure per a tothom, mentre les nacions estrangeres es dirigeixen a reclamar el petroli. Rússia, la Xina i el Japó envien una flota de petroliers a Panau, i els Estats Units mitjançant el scrambling, utilitzant les seves forces militars per defensar l’illa. En Rico té l'encàrrec de mantenir els petroliers fins que arribin reforços, però un apareix un submarí nuclear sobta. Rico investiga el submarí i troba Panay viu, però ferit. Tot i que Panay llança míssils balístics llançats per submarí cap a Rússia, la Xina, el Japó i els Estats Units, la seva roba s'enganxa a un dels míssils. En la persecució, en Rico s'acosta al míssil; els homes lluiten a l'aire mentre desarma cada míssil.
Finalment, en Rico lliga en Panay al nucli exposat del míssil dirigit als Estats Units i reprograma l'ordinador per canviar l'orientació abans de saltar sa i estalvi. El míssil canvia de rumb i esclata sobre els camps petroliers de Panau, matant en Panay i destruint les reserves de petroli de l'illa. En Rico es reuneix amb en Sheldon, en Kane i la Jade, que estan consternats davant la pèrdua de milers de milions de dòlars del valor del petroli. En Rico explica que no val la pena morir pel petroli; amb el petroli desaparegut, l’interès per Panau es perdrà, les superpotències no aniran a la guerra i els residents de l’illa seran salvats. En Sheldon hi està d'acord, assegurant en Rico que un president amic dels Estats Units s'instal·larà a Panau i l’illa serà vigilada de prop; el grup llavors aixeca les seves copes, fan un brindis d'amistat i la feina ben feta.

## Personatges
- Rico Rodriguez: el personatge principal i que el jugador controla. És un home de poques paraules i només vol treballar. Ha estat contractat per l'Agència per a aquesta missió gràcies als seus bons resultats en la perillosa missió en San Esperito (lloc on es desenvolupava l'anterior joc), i la seua versatilitat per a les situacions extremes.
- Razak Razman: líder de la facció dels paneroles. És un home major amb aparença de milionari.
- Bolo Santosi: líder de la facció dels segadors. Aquest personatge sembla sentir alguna cosa per Rico, però mai no ho acaba de deixar clar.
- Sri Irawan: líder dels Ular. Posseeix un look similar al clàssic rebel cubà.

Just Cause 2 és, a diferència del seu predecessor, disponible només per a consoles d'última generació i es planteja per a PlayStation 3 i Xbox 360, així com per a PC.
En la seua versió de Playstation 3 aquest joc té una característica exclusiva que és la captura de vídeo que et permet capturar un vídeo de diversos segons, per a després poder veure'ls en el teu Playstation 3.

## Desenvolupament

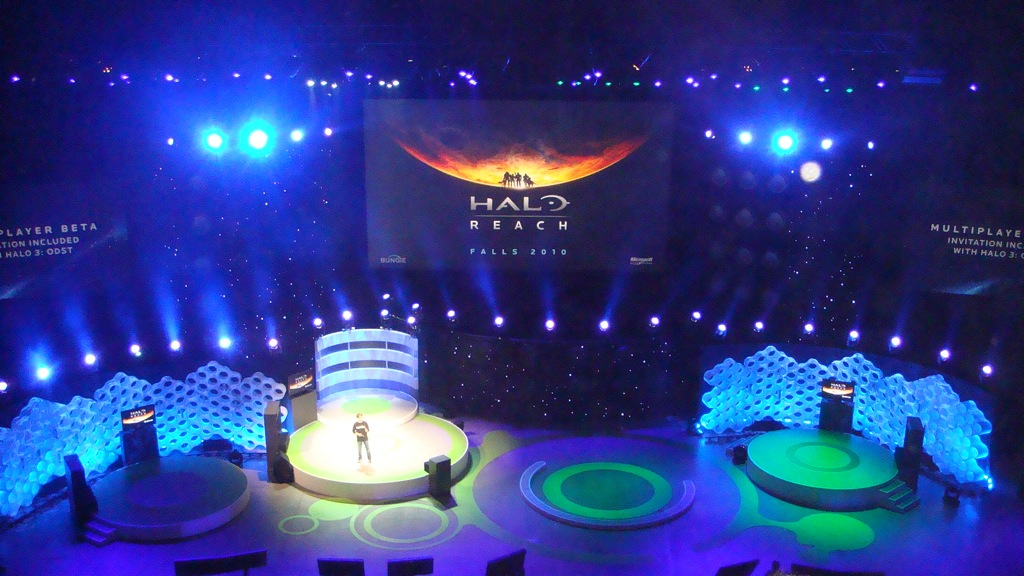
Durant l'E^{3} 2009 el Just Cause 2 juntament amb altres títols com Halo Reach van ser presentats per primer cop.

Just Cause 2 va ser desenvolupat per la companyia sueca Avalanche Studios, amb Square Enix London Studios oferint suport addicional. El predecessor del joc, Just Cause, va tenir un èxit comercial moderat i va rebre crítiques diverses. L'equip va pensar que tot i que tenia potencial, era una oportunitat perduda i va descriure Just Cause 2 co una "seqüela a l'espera de fer-se". Poc després de l'inici del desenvolupament, l'equip comença a analitzar els punts forts i febles del primer joc amb la intenció de millorar-lo. Volien fer servir el gran món obert per crear missions amb recompenses, deixant les missions secundàries del primer joc a favor de les missions de facció, les preses de fortalesa i els reptes de les curses per augmentar la densitat del joc (mantenint els jugadors ocupats, fins i tot simplement explorant el món). Aquesta densitat va augmentar la connectivitat entre les faccions i les missions de l'Agència. Un altre objectiu era millorar el combat i la intel·ligència artificial del joc, de manera que les acrobàcies d'acció serien més fàcils de realitzar i l'element tàctic del joc augmentaria. L'equip va revisar la intel·ligència artificial, millorant la reacció dels personatges enemics davant l’acció del jugador i el seu entorn. El joc compta amb un sistema de bloqueig híbrid, que facilita l'objectiu i un sistema de destrucció en temps real. L'equip va perfeccionar la mecànica de conducció del joc per fer-los sentir més realistes.
Van dir que la seva acció "per sobre" i l'èmfasi en la llibertat dels jugadors distingirien Just Cause 2 dels altres jocs de món obert. Segons Peter Johansson, molta mecànica de joc era tan "boja" que van dubtar en provar el joc; van ser inclosos en el producte final perquè es pensava que farien que el joc fos divertit, complint l'objectiu principal de la franquícia de realitzar moltes acrobàcies en un món obert massiu. Des que es va lloar el ganxo de Just Cause, l'equip el va fer més accessible i fàcil d'utilitzar com a part essencial del sistema de combat de la seqüela. L'equip també va perfeccionar el paracaigudes, fent-lo més realista i donant als jugadors un major control del seu moviment. Van afegir el sistema Chaos, millorant la llibertat dels jugadors permetent-los progressar a través del joc en diverses maneres en lloc de completar les missions.
El joc està situat a Panau, descrit com una illa amb diversos paisatges i cultures (inclòs el Japó, Tailàndia i l'arxipèlag malai). L'equip va triar el marc perquè consideraven que el seu exotisme s'adaptava a un joc d'acció. Hawaii i Nova Zelanda també van inspirar el món del joc. Tot i que la trama del joc no estava connectada amb Just Cause, va aparèixer un Rico amb més experiència com a protagonista. Segons el director del joc Magnus Nedfors, l'equip va conservar el to "campy" del primer joc. La narració es va mantenir lleugera i el joc es va convertir en quelcom intencionadament "ximple"; l'equip "no ens prenem ni el nostre joc massa seriosament". L'argument no va ser el focus principal de Just Cause 2, i l'equip va trigar tres a cinc mesos a crear la història. El joc es basa en un motor de videojoc Avalanche Engine d'Avalanche Software més actualitzat. A diferència de Just Cause, només es va publicar per a consoles de setena generació i els seus gràfics no es limitaven a les restriccions de les consoles més antigues. Com que es troba en un món obert, el cofundador d’Avalanche, Linus Bloomberg, va creure que una draw distance era fonamental per motivar els jugadors a explorar el món del joc i el motor es va modificar per adaptar-se a aquesta característica. La versió de PC funciona amb maquinari de DirectX 10, però és incompatible amb Windows XP. La versió de PlayStation 3 permet a l'usuari capturar vídeo de joc i exportar-lo a XMB o penjar-lo a YouTube. Tot i això, la majoria de contingut és idèntic a totes les plataformes.

## Màrqueting i llnaçament
El joc va ser anunciat al gener del 2007 per l'editor Eidos Interactive, i un any després estava previst un llançament el Nadal del 2008. El seu llançament es va ajornar més tard al tercer trimestre del 2009. Una demostració per al joc, publicada el 4 de març del 2010, va atreure més de dos milions de jugadors. Segons el fundador de l'estudi Christofer Sundberg, la demostració es va concebre com una versió més petita del joc perquè els jugadors poguessin experimentar plenament el seu joc obert. Després que l'editor japonès Square Enix va adquirir Eidos Interactive, va anunciar que el joc es llançaria a l'Amèrica del Nord el 23 de març de 2010 i a Europa el 26 de març. Les pre-comandes van rebre un mapa de Panau i l'accés al Black Market Chaos Pack. El 20 de desembre de 2011, es va publicar una última edició, amb el joc i els Black Market Aerial i Boom Packs PlayStation Network.

### Contingut descarregable
Segons el dissenyador Peter Johansson, el joc seria compatible amb una varietat de contingut descarregable i el DLC va ser llançat al PlayStation Store, Steam i Xbox Live Marketplace després del llançament del joc. El Black Market Aerial Pack incloïa un avió de caça F-33 Dragonfly, propulsors dobles de paracaigudes i un llançador de míssils amb diversos bloqueigs. El Black Market Boom Pack incloïa un llançador de quatre coets, un llançador de grup de bombes i una pistola de propulsió aèria. El Black Market Chaos Pack incloïa la pistola d'autor de Rico, un aerolliscador de l’Agència, un Chevalier Classic, un rifle d'assalt als ulls de toro i el Tuk Tuk Boom Boom. Tot i que el paquet ja no està disponible, el seu contingut es pot descarregar per separat. Avalanche també va llançar diverses parts de DLC gratuïtament, inclòs un Chevalier Icebreaker (una furgoneta de gelats amb paraxocs), Tuk Tuk Boom Boom (un tuk tuk amb una "arma de destrucció massiva muntada al sostre") i un Chaos Parachute Pack.

### Multiplayer Mod
Just Cause 2: Multiplayer Mod es va originar com a projecte de fans per dos modders, Jaxm i Trix, que van quedar impressionats amb l'escala del joc després d’haver jugat la seva demostració. Van deixar de modificar Grand Theft Auto: Vice City i Grand Theft Auto: San Andreas, i van començar a desenvolupar un «mod» multijugador per Just Cause 2; l'equip va acabar ampliant-se a sis. Els desenvolupadors del joc van reconèixer posteriorment el mod com a add-on. Permet les recompenses i afegeix la capacitat multijugador, permetent interactuar entre centenars i milers de jugadors al mapa de Panau del joc. Després de diversos anys de realització, el mod es va tornar disponible com a contingut descarregable per a Steam el 17 de desembre de 2013.

## Rebuda
Just Cause 2 va rebre crítiques generalment positives en el moment de la seva publicació, amb crítics que van elogiar la seva jugabilitat, gràfics i món obert; el joc va ser àmpliament considerat com una millora significativa del seu predecessor. Va ser nominat al millor joc d'acció del 28è Golden Joystick Awards, perdent amb Assassin’s Creed II.
Eric Neigher de 1UP.com va elogiar la textura del joc, draw distance, profunditat de camp i la diversitat, comentant que aquests detalls van fer sentir més viu el joc. Es van elogiar les explosions pels seus efectes visuals. D'acord amb Neigher, el paisatge variat i el ganxo van fer el món de Just Cause 2 superior al de Grand Theft Auto i Infamous. Simon Parkin d’Eurogamer va felicitar Avalanche Studios per desenvolupar una "amalgama de targetes postals de paisatges del Pacífic" sense dificultats tècniques importants, com ara l'inestabilitat del framework. Malgrat això, Kevin VanOrd de GameSpot i Ryan Clements d'IGN van tenir en compte diversos problemes de joc, com ara un mecànica de tir solta i els problemes tècnics. Jeff Marchiafava de Game Informer considerava el seu món un dels sandbox més divertits i entretinguts que els jugadors podrien explorar, sobreposant a altres jocs del món obert amb escenaris urbans.
Els elements d'acció de Just Cause 2 van ser àmpliament lloats. Ryan Davis de Giant Bomb va elogiar el joc pel seu desafiament de la física, augmentant el gaudi dels jugadors. Es va elogiar el ganxo combinat i el paracaigudes per facilitar i millorar el recorregut i l'exploració. Parkin d’Eurogamer va coincidir, i va afegir que l'eina era una barreja de Spider-Man i Bionic Commando, però Marchiafava de Game Informer va pensar que la mecànica i la seva precisió superaven els dos. Va elogiar les acrobàcies d'acció, especialment el paracaigudisme (que va anomenar "emocionant"). VanOrd va descriure les acrobàcies com a "satisfactòries", "ximples", "divertides" i "bojes", i va afirmar que viatjar entre regions era tan agradable que els jugadors rarament usarien el marcador negre. Clements va elogiar a Avalanche Studios per proporcionar accions que només es troben en una "producció de Hollywood important" amb les acrobàcies del joc. Parkin i Neigher va felicitar el seu potencial, amb Parkin escrivint que els jugadors utilitzen la seva imaginació per experimentar amb el ganxo (fent que el joc sigui addictiu). No obstant això, el tiroteig (en particular el sistema de punteria) va ser criticat. Es va criticar que la dificultat del joc i la intel·ligència artificial eren frustrants, com de vegades reapareixen davant del jugador. Segons Clements i Marchiafava, els seus controls van tenir una intensa corba d'aprenentatge.
El disseny del sistema de progressió i les missions del joc va rebre crítiques diverses. Segons Parkin, el sistema de caos no tenia sentit; Rico de vegades destrueix propietats que ajuden els ciutadans locals. Va citar la majoria de les missions repetitives, perdent la seva atracció a mesura que els jugadors avançaven (tot i que va elogiar algunes missions secundàries). Parkin i VanOrd va criticar les missions de preses de les bases i fortaleses. Parkin va afegir que la majoria de jugadors probablement no tindrien paciència per completar els assentaments, ja que l’atractiu de l’illa disminueix després d’hores de joc. Marchiafava va elogiar les activitats secundàries del joc, dient que les derivacions augmentaven la seva capacitat de rejugabilitat. Davis va criticar la repetició de les missions, però li va agradar la seva quantitat.
L'argument de Just Cause 2 també va rebre crítiques mixtes, amb Neigher criticant la seva actuació mediocre i la seva falta de lògica. Clements va pensar en la presentació de les escenes cinemàtiques no estaven a l’altura del món del joc, i Parkin va descriure la trama com un "thriller de lloguer barat". Marchiafava va recalcar que la història és la part més feble del joc, amb alguns moments amb punts. La majoria dels crítics van coincidir que la intensa mecànica de joc va eclipsar els defectes del disseny i la narració, i aquesta narració no va ser el focus del joc.

### Vendes
Va ser el joc de venda al detall més venut al Regne Unit quan es va llançar, venent més que Pokémon HeartGold i SoulSilver (llançats la mateixa setmana). Tot i que la projecció inicial de vendes va ser de 2,2 milions, les vendes van superar les expectatives. Al febrer de 2014, descrivint les seves vendes com a "lentes", el fundador de l'estudi Christofer Sundberg va dir que Just Cause 2 havia venut més de sis milions d’exemplars.

## Llegat
Els compradors de Just Cause 2 i un altre joc d'Square Enix, Sleeping Dogs, va rebre un vestit exclusiu per a Rico Rodriguez i la capacitat de realitzar "preses amb estil de doble d'acció" mentre segresta vehicles com a l'Agent Shen. Després de l'alliberament del joc, l'equip suec es va encarregar de desenvolupar Mad Max. Un estudi amb seu a la ciutat de Nova York es va crear per desenvolupar un nou joc, establert en l'univers de Just Cause. Just Cause 3 va ser el joc de portada de novembre de 2014 per a Game Informer, i estava previst per a la seva publicació l'1 de desembre de 2015 per a Microsoft Windows, PlayStation 4 i Xbox One. Els compradors de Just Cause 3 per a Xbox One també rebrien el Just Cause 2 a través de la retrocompatibilitat.